# Vintgar
La garganta de Vintgar o Blejski Vintgar 'garganta de Bled' es una garganta de 1,6 km que se encuentra cerca de la localidad de Zgornje Gorje, 4 km al noroeste de Bled (Eslovenia). Las paredes del cañón excavado por el río Radovna son de 50 a 100 m de altura. La erosión de la corriente ha creado muchas piscinas naturales y rápidos. La garganta termina en la cascada Šum, de 13 metros de altura y cuyo nombre significa, literalmente, 'cascada ruidosa'.

## Historia
La garganta fue descubierta en 1891 por Jakob Žumer y Benedikt Lergetporer.  Poco después se instalaron las primeras pasarelas y puentes de madera para la observación y se abrió al público el 26 de agosto de 1893. Desde entonces, las pasarelas se han renovado en variasa ocasiones; también se ha construido una presa hidroeléctrica por debajo de la garganta y un puente para el ferrocarril Jesenice-Most na Soči, aunque la belleza natural de la garganta de Vintgar perdura y sigue atrayendo visitantes.

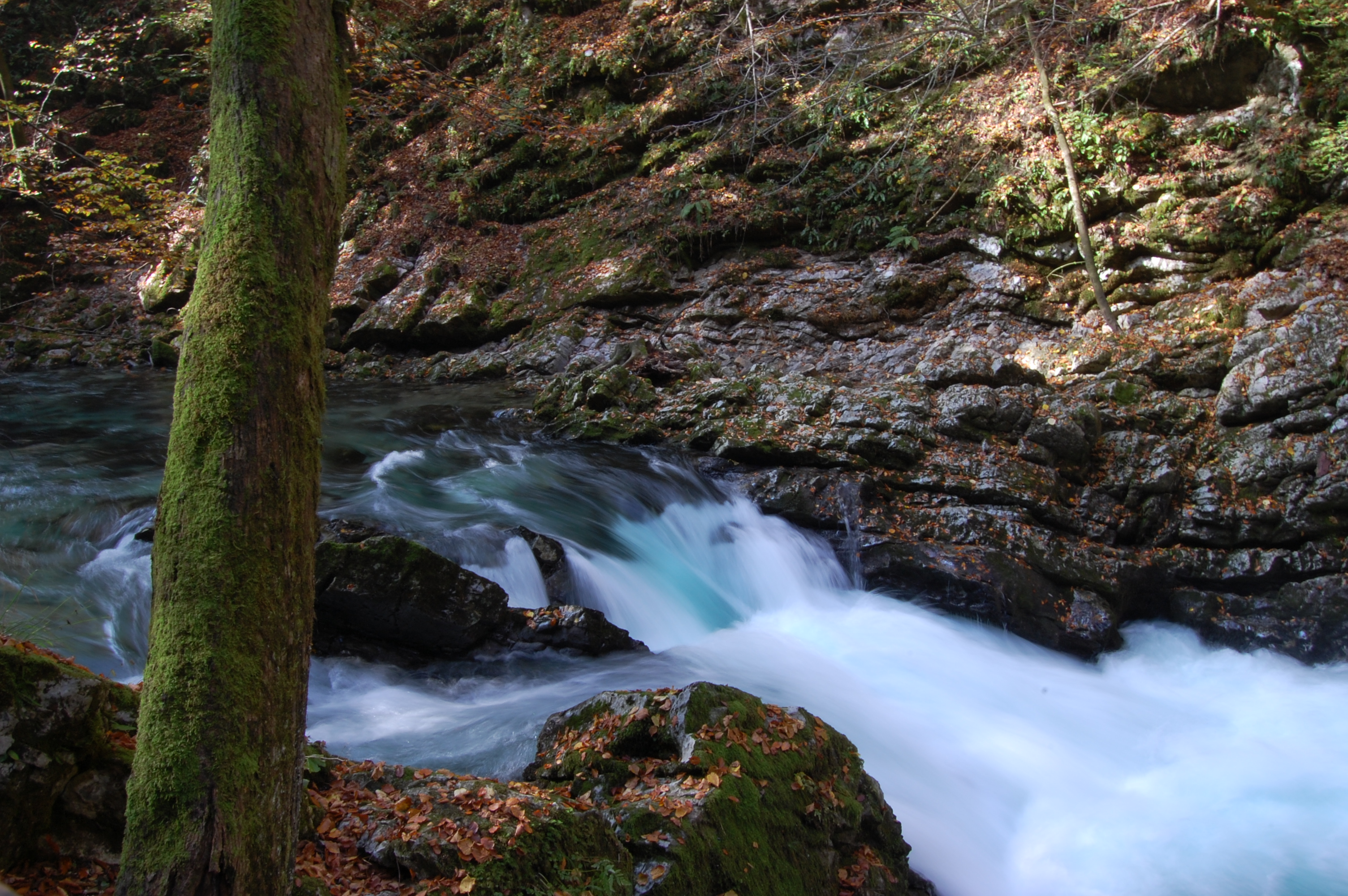
Rápidos en la parte alta de la garganta de Vintgar

Debido al hecho de que fue la primera garganta de la zona a la que pudieron acceder los turistas, la palabra vintgar ha tomado un significado general en esloveno para referirse a otras gargantas pintoréscas y protegidas. Etimolólgicamente, la palabra proviene del alemán Windegg(er), que se refiere a un lugar expuesto al viento.

## Geología
Antes de la última era glacial, el río Radovna River corría hacia el este. Tras ser bloqueado por el hielo y detritus del glaciar de Bohinj, el lago resultante abrió un nuevo camino hacia el noreste a través de una capa blanca de arenisca triásica entre los picos Poljana (884 m) y Hom (844 m), hacia el valle de Alto Sava.

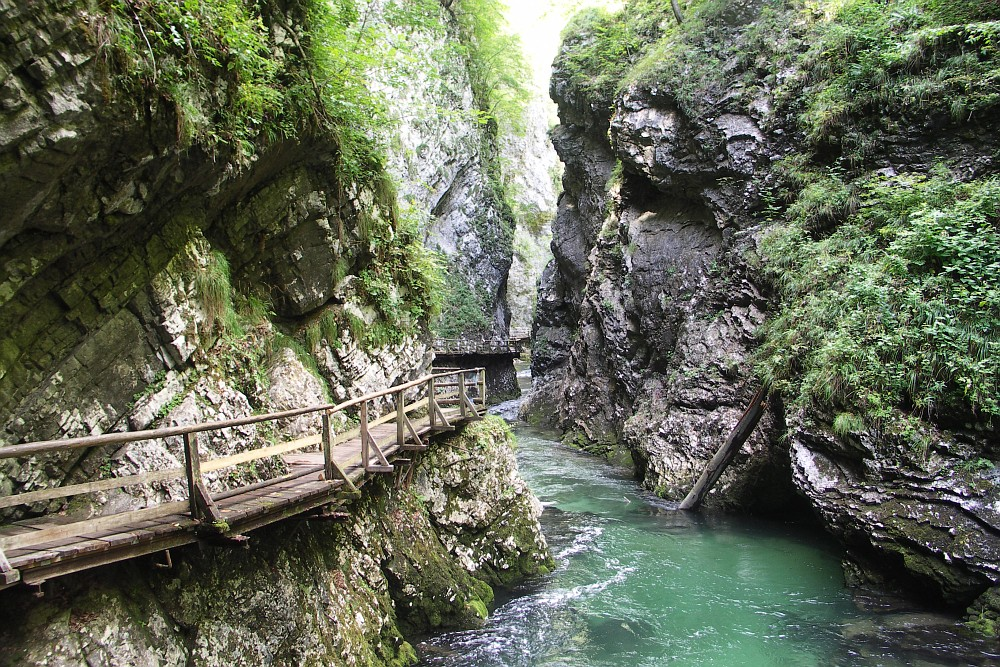
El río Radovna recorre la garganta de Vintgar